# ميس مترابط
ميس مترابط (الاسم العلمي: Celtis affinis) هو نوع نباتي يتبع جنس الميس من فصيلة القنبية.